# Sant Pere d'Aiguabella
Sant Pere d'Aiguabella és una ermita de la Torre de Cabdella (Pallars Jussà) inclosa a l'Inventari del Patrimoni Arquitectònic de Catalunya.

## Descripció
Ermita de planta rectangular amb volta de canó i coberta de pissarra del país. Té afegides la sagristia, una capella a cada costat, un cobert de fusta i pissarra, sobresortint l'espadanya amb dues campanetes de bronze. Hi ha un petit fossar al davant del cobert i porta principal. Els murs de pedra del país resten, actualment, arrebossats. No és romànica, però forma part de l'arquitectura popular pirinenca.

## Història
Les campanes són aproximadament de l'any 1800.